# The Economist
The Economist é um jornal britânico de notícias e assuntos internacionais de valor da The Economist Newspaper Ltd. e editada em sua sede na cidade de Londres, no Reino Unido. Está em publicação contínua desde a sua fundação por James Wilson, em setembro de 1843. Por razões históricas a The Economist refere-se a si mesma como um jornal, mas cada edição é impressa em formato de revista de notícias. Em 2006, a circulação média semanal da revista foi de cerca de 1,5 milhão de exemplares, cerca de metade dos quais foram vendidos nos Estados Unidos.
A publicação pertence ao The Economist Group, metade do qual é de propriedade da empresa britânica Pearson PLC, através do Financial Times. Um grupo de acionistas independentes, incluindo muitos membros da equipe e do ramo britânico da família Rothschild de banqueiros, é dono do resto. O conselho de administração nomeia formalmente o editor da revista, que não pode ser removido sem a sua permissão. Cerca de dois terços dos 75 jornalistas da equipe são baseados em Londres, apesar da The Economist ter uma ênfase e um alcance global.
A The Economist afirma que "não é uma crônica de economia". A postura editorial da publicação apoia o liberalismo clássico e econômico, que é favorável ao livre-comércio, globalização, imigração livre e o liberalismo cultural (como o reconhecimento legal do casamento entre pessoas do mesmo sexo e a legalização das drogas). A publicação já se descreveu como um "produto do liberalismo caledoniano de Adam Smith e David Hume".
O público alvo da revista são leitores altamente qualificados e tem uma audiência fiel de muitos executivos influentes e líderes políticos. Alguns dos leitores da publicação consomem tanto a mídia de massa quanto a da elite. O CEO da The Economist descreveu essa mudança global recente, que foi notado pela primeira vez na década de 1990 e se acelerou no início do século XXI, como uma "nova era da inteligência de massa".

## História

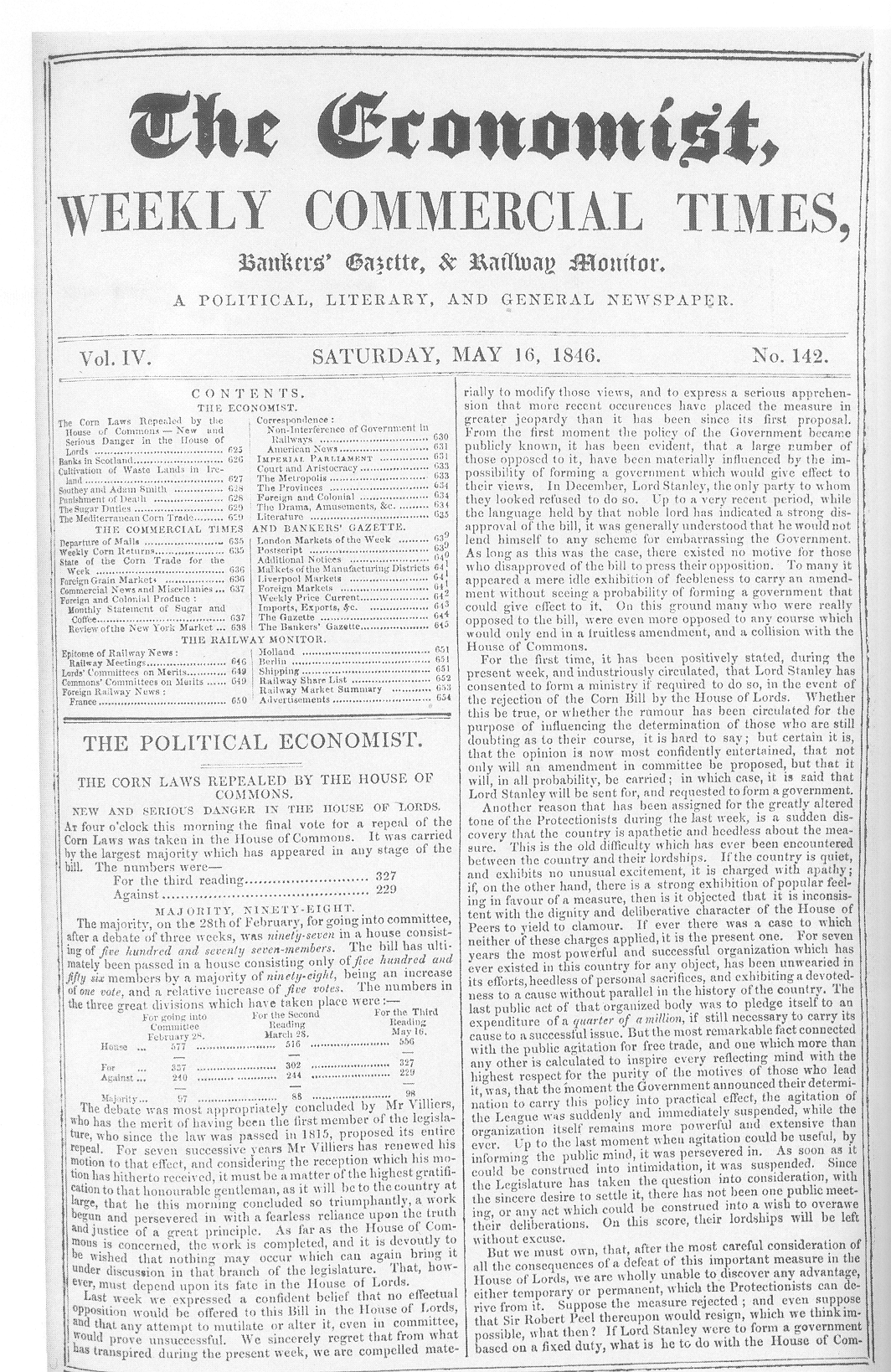
Capa da The Economist em 16 de maio de 1846

A The Economist foi fundada pelo empresário e banqueiro britânico James Wilson em 1843, para apoiar a campanha contra as Corn Laws, um sistema de tarifas sobre a importação de cereais. Um folheto para o "jornal" de 5 de agosto de 1843, listava treze áreas que seus editores pretendiam dar especial enfoque.
1. Editoriais originais, onde os princípios do livre-comércio serão mais rigidamente aplicados às questões importantes da atualidade.
2. Artigos relacionados a algum assunto de interesse passageiro, seja ele, prático, comercial, agrícola, ou internacional; por exemplo, tratados estrangeiros.
3. Um artigo sobre os princípios elementares da economia política, aplicado à experiência prática, cobrindo as leis relacionadas aos preços, salários, rendas, câmbios, receitas e impostos
4. Relatórios parlamentares, com particular enfoque no comércio, agricultura e livre-mercado.
5. Relatórios e reportagens sobre movimentos populares defendendo o livre-comércio.
6. Notícias gerais sobre a Corte Real, a "metrópole", as províncias, a Escócia e a Irlanda.
7. Temas comerciais como mudanças em regulamentos fiscais, o estado e perspectivas do mercado, importações e exportações, notícias estrangeiras, o estado dos distritos manufatureiros, notas sobre importantes  inovações mecânicas, notícias de transportes marítimos de mercadorias, o mercado monetário, e o progresso das ferrovias e das companhias de capital aberto.
8. Temas agrícolas, incluindo a utilização da geologia e da química; notícias de novos implementos, o estado das safras, mercados, preços, mercados estrangeiros e preços convertidos à moeda inglesa; e de tempos em tempos, a situação da Bélgica, da Suíça, e de outros países com agriculturas sofisticadas.
9. Temas coloniais e estrangeiros, incluindo comércio, produção, mudanças políticas e fiscais, e outros assuntos, incluindo a investigação sobre os males da restrição e proteção dos mercados, e as vantagens do livre-comércio.
10. Relatórios legais, restritos majoritariamente a áreas importantes para o comércio, manufatura e agricultura.
11. Livros, restritos majoritariamente, mas não exclusivamente, ao comércio, manufatura e agricultura, e incluindo todos os tratados em economia política, finanças, ou taxação.
12. Uma gazeta comercial, com preços e estatísticas da semana.
13. Cartas dos leitores da revista de notícias.

Wilson descreveu-a como parte de "uma disputa severa entre a inteligência, que impulsiona, e uma indigna, tímida ignorância obstruindo nosso progresso", uma frase que ainda aparece no seu cabeçalho como a missão da publicação.
É há muito tempo respeitada como "um dos mais competentes e sutis periódicos ocidentais de assuntos públicos". A publicação foi uma das principais fontes de informações econômicas e financeiras de Karl Marx na formulação da teoria socialista; ele escreveu: "A Economist de Londres, o órgão europeu da aristocracia das finanças, descreve de maneira marcante, a atitude dessa classe".
Em janeiro de 2012, a The Economist lançou uma nova secção semanal dedicada exclusivamente à China, a primeira secção sobre um país desde a adição de uma dedicada aos EUA em 1942.

### Lista de editores[19]
- James Wilson 1843–1857 (Herbert Spencer foi sub-editor de 1848 a 1853)
- Richard Holt Hutton 1857–1861
- Walter Bagehot, 1861–1877
- Daniel Conner Lathbury, 1877–1881 (em conjunto)
- Inglis Palgrave, 1877–1883 (em conjunto)
- Edward Johnstone, 1883–1907
- Francis Wrigley Hirst, 1907–1916
- Hartley Withers, 1916–1921
- Sir Walter Layton, 1922–1938
- Geoffrey Crowther, 1938–1956
- Donald Tyerman, 1956–1965
- Sir Alastair Burnet, 1965–1974
- Andrew Knight, 1974–1986
- Rupert Pennant-Rea, 1986–1993
- Bill Emmott, 1993–2006
- John Micklethwait, 2006–2014
- Zanny Minton Beddoes, 2015–presente (primeira mulher a ocupar o cargo)

## Opiniões
A The Economist apoia o livre-comércio, a globalização, e a imigração livre. O jornalista a ativista George Monbiot descreveu-a como neoliberal, apesar de ocasionalmente aceitar as proposições da economia keynesiana. A revista de notícias é a favor de um imposto de carbono para combater o aquecimento global. De acordo com Bill Emmott, um ex-editor, a filosofia da The Economist sempre foi liberal, nunca conservadora.
A revista de notícias também apoiou pautas liberais em questões sociais como o reconhecimento dos casamentos homoafetivos e a legalização das drogas, critica o atual modelo de taxação dos EUA, e apoia alguma regulação estatal em questões de saúde, como o tabagismo em público. Também é a favor da proibição de castigos físicos em crianças. A The Economist sistematicamente apoia programas de trabalhadores temporários, a escolha parental de escolas, e anistias, e uma vez publicou um "obituário" de Deus. A revista também tem uma longa história de campanha contra a liberalização de armas de fogo.
A The Economist já declarou apoio ao Partido Trabalhista (2005), ao Partido Conservador (2010 e 2015), e aos Liberais Democratas (2017) em eleições gerais no Reino Unido, e tanto candidatos Democratas quanto Republicanos nos Estados Unidos. O site oficial da revista explica suas posições dessa forma:
Em que, além do livre-comércio e livre-mercado, a The Economist acredita? "A The Economist gosta de se imaginar como parte dos radicais. A posição histórica da publicação é o extremo-centro." Isso é tão verdade hoje, quanto quando Crowther [Geoffrey, editor da revista 1938-1956] escreveu em 1955. A The Economist se considera uma inimiga do privilégio, da pomposidade e da previsibilidade. Ela já endossou conservadores como Ronald Reagan e Margaret Tatcher. Apoiou os americanos no Vietnã. Mas endossou também Harold Wilson e Bill Clinton, e defendeu uma variedade de causas liberais: se opôs a pena-de-morte desde de seu início, enquanto apoiava reforma penal e descolonização, assim como- mais recentemente- o controle de armas e o casamento gay.
A The Economist frequentemente acusa figuras e países de desonestidade e corrupção. Em anos recentes, por exemplo, ela criticou Paul Wolfowitz, presidente do Banco Mundial; Silvio Berlusconi, primeiro-ministro italiano (que a apelidou de "The Ecommunist", "A ecomunista"); Laurent-Désiré Kabila, o presidente da República Democrática do Congo; Robert Mugabe, chefe de estado do Zimbábue; e Cristina Kirchner, a presidente da Argentina. A revista também pediu pelo impeachment de Bill Clinton, e  após a descoberta de casos de tortura em uma prisão americana no Iraque, pela demissão do secretário-de-defesa Donald Rumsfeld. Apesar do apoio inicial da The Economist, à invasão americana do Iraque, ela posteriormente chamou a operação de "desajeitada desde o início" e criticou a "negligência quase criminosa" da administração Bush em relação à guerra, em quanto sustentou em 2007, que retirar as tropas do país naquele momento seria irresponsabilidade. Na eleição americana de 2004, os editores endossaram John Kerry. Na eleição de 2008 a revista endossou Barack Obama, usando a capa da edição publicada na véspera da eleição, para promover sua candidatura. Em 2012, Barack Obama foi novamente endossado: o editorial colocou que preferia Obama em relação a economia, política externa e saúde pública, mas criticou-o por fazer uma campanha negativa contra Romney e por seu "pouco apreço pelo comércio."
No editorial marcando o seu aniversário de 175 anos, a The Economist criticou certos adeptos do liberalismo por se tornarem propensos em defender o status quo político ao invés de manter uma posição reformista. A publicação convocou os liberais para defender novamente grandes reformas políticas, econômicas e sociais: defender o livre-mercado, reforma agrária e fiscal na tradição do georgismo, imigração livre, uma reformulação do contrato social com uma maior ênfase na educação, e um renascimento do internacionalismo liberal.

## Críticas
Em 1991, o jornalista estadunidense James Fallows argumentou no The Washington Post que a The Economist sofre de "esnobismo" britânico, é pretensiosa e tem uma argumentação simplista. Ele também acusou a publicação de ter uma linha editorial que muitas vezes entra em contradição com as notícias.
Em 1999, Andrew Sullivan reclamou na The New Republic que a revista usa o "gênio do marketing" para compensar as deficiências de suas análises e reportagens originais, o que torna a revista "uma espécie de Reader's Digest" da elite corporativa dos Estados Unidos. Embora Sullivan tenha reconhecido que a alegação da revista sobre o estouro da Bolha da Internet tenha sido precisa a longo prazo, ele salienta que a bolha financeira não estourou no mercado estadunidense até 2001. Sullivan também apontou que a revista exagerava em muito sobre o perigo em que a economia dos Estados Unidos estava após o índice Dow Jones cair para 7.400 pontos durante o fim de semana do Dia do Trabalho de 1998 e observou que a afirmação da publicação de que a economia estadunidense estava em um alto risco de entrar em recessão estava longe de ser clara. Ele também disse que a The Economist é editorialmente constrangida porque muitos dos seus redatores se formaram na mesma faculdade da Universidade de Oxford — o Magdalen College — o que ele descreveu como "um sistema um tanto ineficaz para corrigir falhas internas em uma revista global".
O The Guardian também afirmou que "seus redatores raramente veem um problema político ou econômico que não possa ser resolvido pela confiança no truque de três cartas: privatização, desregulamentação e liberalização."
Em 2012, a The Economist foi acusada de ter invadido o computador do juiz do Supremo Tribunal de Justiça de Bangladesh, Mohammed Nizamul Huq, levando à sua renúncia ao cargo de presidente do Tribunal Internacional de Crimes do país asiático. A revista negou as acusações.